# Bennett-Monolith

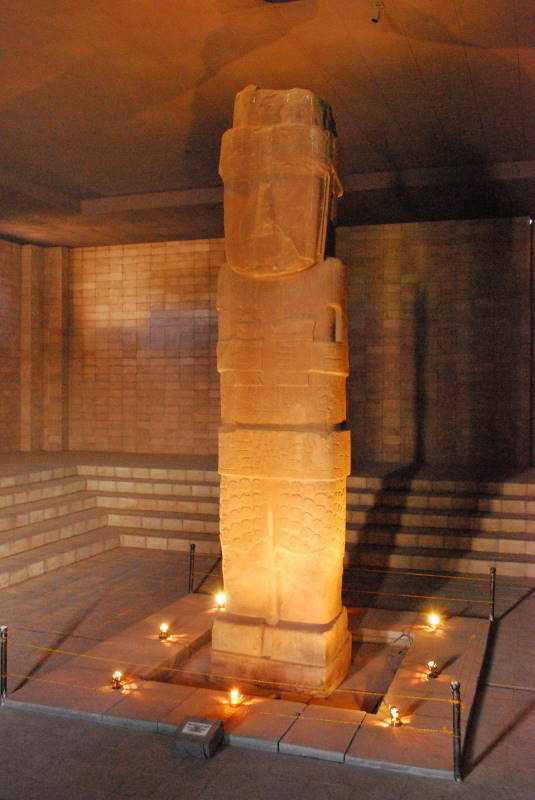
Bennett-Monolith im Regionalmuseum von Tiwanaku

Der Bennett-Monolith, auch Bennett-Stele (benannt nach seinem Entdecker Wendell Clark Bennett), Pachamama-Monolith (obwohl keine offensichtliche Verbindung zu Pachamama besteht) oder Stele Nr. 10 genannt‚ ist eine 7,3 m große Stele, die in der Ruinenstätte Tiwanaku gefunden wurde. Sie ist die höchste je im Andenraum gefundene Stele. Der Monolith bzw. die Stele wurde von der Tiwanaku-Kultur, einer präkolumbischen Zivilisation, errichtet. Die Hauptstadt des Tiwanaku-Staats war die Stadt Tiwanaku, die knapp 4000 Meter über dem Meeresspiegel in der Hochebene des Altiplano nahe dem Titicacasee in Bolivien liegt. Die Stele zeichnet sich durch ihren Symbol- und Motivreichtum aus.

## Basisdaten
Der Monolith ist 7,3 m groß und besteht aus Sandstein. Die Körperikonografie des Monolithen zeigt unter anderem die für die Tiwanaku-Ikonografie typische „frontal-abgebildete Figur“, die von subsidiären Figuren umgeben ist. Er wurde im „versunkenen Hof“ des halbunterirdischen Tempels von Tiwanaku in situ vorgefunden und ist einem bestimmten Monolithen-Genre der Tiwanaku-Kultur zuzuordnen, den sogenannten Präsentationsmonolithen. Der Monolith bzw. die Stele wurde im halbunterirdischen Tempel von Tiwanaku neben einer älteren Stele im Yaya-Mama-Stil („El Barbado“-Stele) errichtet. Der Monolith soll 373 n. Chr. errichtet worden sein.

## Geschichte

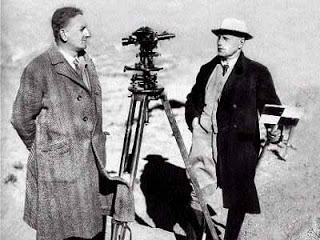
Bennett und Posnansky bei Tiwanaku

Die Stele wurde im Jahr 1932 vom US-amerikanischen Archäologen Wendell Clark Bennett (1905–1953) im Zentrum des halbunterirdischen Tempels von Tiwanaku entdeckt. Nationalistische bolivianische Zeitungen griffen daraufhin Bennett an und stellten ihn als Fremdling dar. Weitere Ausgrabungen kamen aufgrund der politischen Spannungen zwischen Bolivien und Paraguay zum Erliegen. Aus Furcht, dass Einheimische und Touristen den Monolithen zerstören würden, organisierte der österreichische Forscher Arthur Posnansky die Verlegung des Monolithen nach La Paz. Die Stele wurde als Zeichen des Patriotismus gut sichtbar für alle Bewohner im Stadtzentrum aufgestellt. Weiße bolivianische Eliten verachteten den Monolithen und sahen in dem präkolumbischen Artefakt ein primitives Zeugnis einer untergegangenen Kultur. Mit der Zeit inspirierte der Monolith sowohl Künstler als auch indigene Nationalisten. Im Jahr 1940 wurde die Stele in ein Freilichtmuseum gebracht. Da sie dort Graffitisprayern zum Opfer fiel, wurde sie 2002 nach Tiwanaku zurückgebracht. Dort steht sie heute in einem abgesonderten Raum im Regionalmuseum.

## Erscheinung und Ikonografie
Die Bennett-Stele ist ein Präsentationsmonolith im klassischen Tiwanaku-Stil. Die Stele ist 7,5 Meter hoch, 1,20 Meter breit und etwa 20 Tonnen schwer. Die Szenerie der Körperikonografie des Bennett-Monolithen ähnelt insbesondere der des Ponce-Monolithen. Die Stele hält in der einen Hand einen Keru (ein spezifisches Tiwanaku-Trinkgefäß) und in der anderen ein Schnupftablett (snuff tray). Der Anthropologe Alan Kolata interpretiert die Bennett-Stele als eine aufwendig verzierte und „gekrönte“ Menschenfigur. Nach Kolata seien vermutlich die Hauptgrundsätze der staatlichen Weltanschauung und Kosmologie der Tiwanakaner in der Stele kodiert. Zudem würden einige der Figuren auf der Benett-Stele blühende Pflanzen zeigen. Herausstechend sei hierbei die „zentrale menschliche Figur“, deren Füße sich in Pflanzen zu verwandeln scheinen. Alan Kolata interpretiert die Darstellung an den Seiten als ein „Lama mit Halfter“ und nach seiner Interpretation würden zahlreiche Darstellungen von „Wild- und Kulturpflanzen“ zu sehen sein. Bei der Figur, die Alan Kolata als „Lama mit Halfter“ interpretiert, handelt es sich um ein mythisches Wesen der Tiwanaku-Ikonografie, welches auch „kamelider Opferer“ genannt wird. Nach Patricia Knobloch könne eine bestimmte Pflanzendarstellung gesichert als A. colubrina identifiziert werden.
Die Körperikonografie des Bennett-Monolithen zeigt „körperlose Köpfe“, die ebenso am Sonnentor von Tiwanaku und anderen Skulpturen des klassischen Tiwanaku-Stils abgebildet sind. Diese „körperlosen Köpfe“ sind eine verkürzte Form derjenigen zentralen Figur, die auch als „Stabgottheit“ bezeichnet wird. Jedoch zeigen sowohl der Bennett- als auch der Ponce-Monolith subsidiäre Figuren, die von der zentralen Figur abgewandt sind. Sollten die zentralen frontal abgebildeten Figuren tatsächlich Gottheiten sein, wäre es höchst ungewöhnlich, dass sich die anwesenden Figuren von ihnen abwenden. Es gibt nur wenige direkte Hinweise, die die Vorstellung stützen, dass die frontal abgebildeten Figuren Gottheiten sind. Ihre Eigenschaften und ihre räumliche Ausrichtung weisen eher auf ihren Status als Ritualpraktiker oder zumindest als Imitatoren der Göttlichkeit hin. Jeder dieser „körperlosen Köpfe“ befindet sich auf einer „dreistufigen Pyramide“ mit sich jeweils abwechselnden Basissymbolen. Das Motiv der „dreistufigen Pyramide“ wird auch als „Motiv des gestuften Berges“ (englisch step mountain motif) bezeichnet. Im Inneren des „Motiv des gestuften Berges“ am Bennett-Monolithen ist als zentrales Element das Motiv des „kreisförmigen Gehäuses“ dargestellt.

## Fluch des Bennett-Monolithen
Mestizen und die indigene Aymara-Bevölkerung glaubten, dass der Monolith verflucht sei, und machten ihn für Unglücke verantwortlich. Als der Monolith 2002 in einer feierlichen Prozession nach Tiwanaku zurückkehrte, wurden die anschließenden Regenfälle als Zorn der heiligen Vorfahren interpretiert.

## Galerie

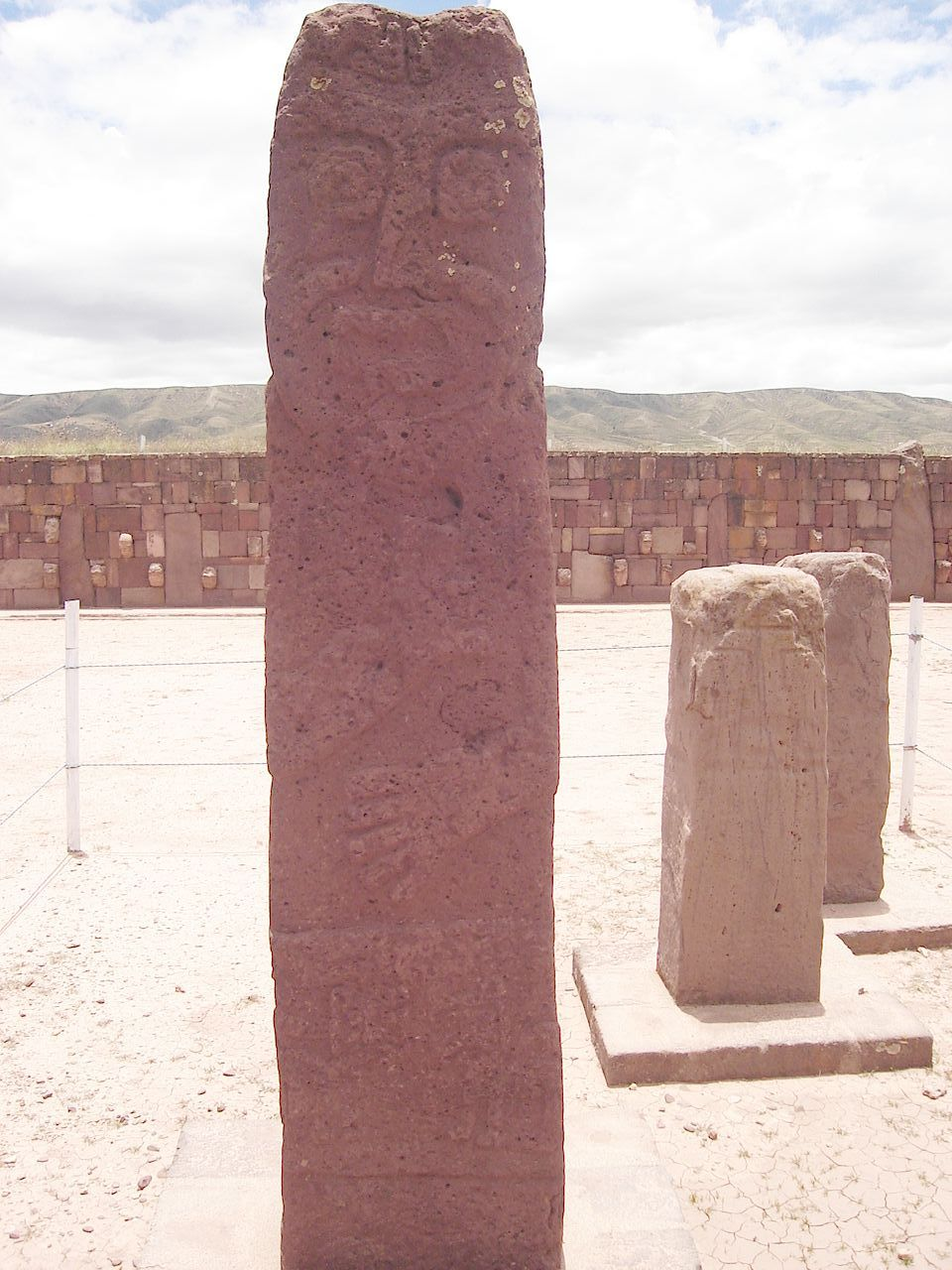
Subsidiäre Stele im Yaya-Mama-Stil Nr. 15 (vorderste), die halbunterirdischen Tempel in situ vorgefunden wurde.
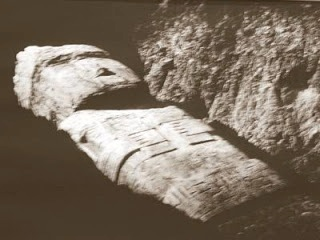
Die Bennett-Stele, nachdem sie ausgegraben wurde
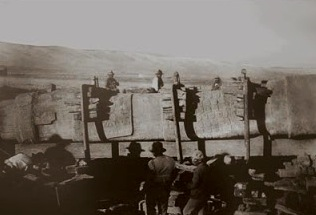
Die Bennett-Stele beim Transport von Tiwanaku zum Miraflores-Museum in La Paz im Jahr 1933
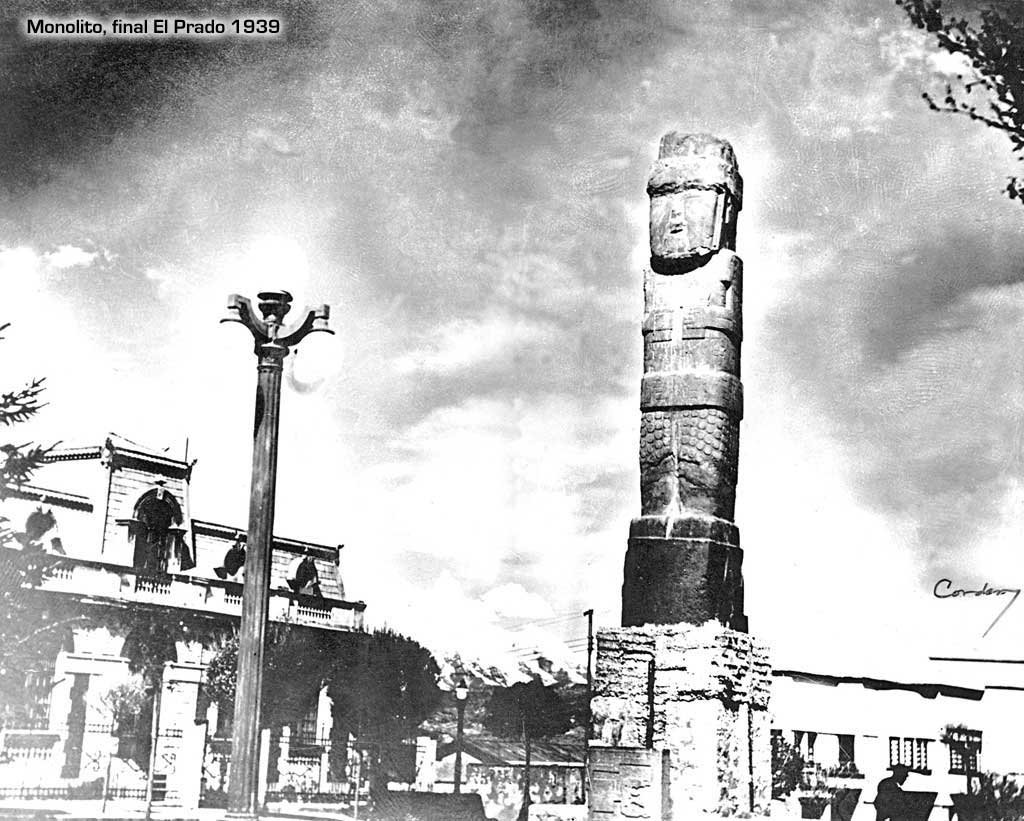
Die Bennett-Stele im Stadtzentrum von La Paz am Prado, der Avenida 16 de Julio
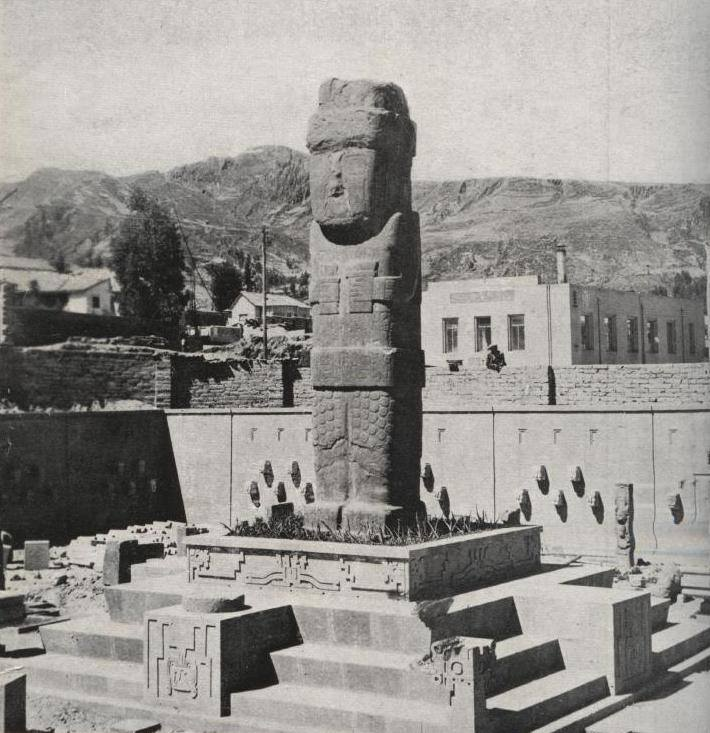
In einem Freilichtmuseum in La Paz, bevor die Stele an ihren Herkunftsort zurückgebracht wurde